# What I Like About You (televisieserie)
What I Like About You is een Amerikaanse sitcom die liep van 20 september 2002 tot en met 24 maart 2006 en in totaal 86 afleveringen telde.

## Inhoud
What I Like About You gaat over Valerie Tyler en haar jongere zus Holly. Valerie is een georganiseerde en neurotische vrouw die niet goed los kan gaan, terwijl Holly een onstuimige en narcistische tiener is. Wanneer hun vader naar Tokio verhuist voor zijn baan, weigert Holly mee te gaan en mag bij haar zus in haar appartement wonen.
De serie had veelvoudige castveranderingen, hoewel Jennie Garth en Amanda Bynes in alle afleveringen te zien zijn.

## Personages
| Karakter      | Acteur            | Biografie | Seizoen(en) |
| ------------- | ----------------- | --- | ----------- |
| Holly Tyler   | Amanda Bynes      | Holly is een onvoorspelbare tiener die zonder het te bedoelen veel chaos veroorzaakt. Wanneer haar vader verhuist naar Japan voor zijn werk, trekt ze in bij haar grote zus Valerie. Ondanks haar levendige karakter, wordt ze naarmate de serie steeds verder gaat, meer volwassen. Ze belandt in een liefdesdriehoek met Vince en Henry. | 1-4         |
| Valerie Tyler | Jennie Garth      | Valerie is de oudere en al volwassen zus van Holly die de gewoonte heeft alles tot in de kleinste details te plannen. In het eerste seizoen heeft ze een relatie met Jeff, maar maakt het uit met hem wanneer hij vertelt niet te willen trouwen. Hierna krijgt ze gevoelens voor haar bazen.                                              | 1-4         |
| Gary Thorpe   | Wesley Jonathan   | Gary is de beste vriend van Holly die later ook goed bevriend raakt met Vince. Gary is een nerd die vreemde theorieën heeft over onder andere de oudheid. | 1-4         |
| Jeff Campbell | Simon Rex         | Jeff is de partner van Val en tevens de manager van het restaurant van zijn vader. Nadat hij bekendmaakt niet te willen trouwen, maken ze het uit met elkaar. | 1           |
| Vince         | Nick Zano         | Vince is een oudere vriend van Holly die later in de serie een romance met haar krijgt. Zijn liefde voor Holly wordt regelmatig onderbroken door Henry, een andere liefdesinteresse van Holly. | 2-4         |
| Tina Haven    | Allison Munn      | Tina is een vriendin van Holly die regelmatig het bed deelt met mannen. Desondanks blijft ze volhouden dat ze geen simpele flirt is. Ze is verliefd op haar baas op het kantoor waar ze werkt. Later in de serie deelt ze het bed met Vince en kreeg ze gevoelens voor Gary.                                                               | 2-4         |
| Lauren        | Leslie Grossman   | Lauren is Valeries vriendin en collega die een opmerkelijke levensstijl had. Ze begon als rivale van Val door met Vic te flirten. Ook kreeg ze later een relatie met Rick, de ex-verloofde van Val. | 2-4         |
| Henry Gibson  | Michael McMillian | Henry was Holly's eerste vriendje die haar vriendschap met Vince niet goed wist te accepteren. Wanneer hij erachter komt dat ze dusdanig gevoelens heeft voor Vince, dumpt hij haar en krijgt hij een relatie met Kate. Toch eindigt hij al snel weer met Holly. Hij verlaat haar voorgoed als ze verliefd wordt op Ben.                   | 2-3         |
| Ben Sheffield | David de Lautour  | Ben is het Britse vriendje van Holly die muziek speelt. Hij krijgt een relatie met haar als ze nog in een relatie zit met Henry. Als Henry hen samen ziet, dumpt hij haar. Nadat Ben en Holly het met elkaar uitmaken, blijven ze nog wel vrienden.                                                                                        | 3           |
| Vic Meladeo   | Dan Cortese       | Vic is de baas van Valerie. Hoewel Valerie aan het begin verliefd op hem is, komt er nooit iets van. Later ontmoet ze hem weer en trouwt ze met hem in een dronken bui. Toch blijft ze met hem getrouwd. | 2-4         |
| Kate          | Danneel Harris    | Kate is een tiener die een relatie krijgt met Henry, nadat hij het uitmaakt met Holly. Als ze ontdekt dat hij nog steeds gevoelens heeft voor haar, dumpt ze hem. | 2           |